# William Alexander Ekwall
William Alexander Ekwall (ur. 14 czerwca 1887, zm. 16 października 1956) – amerykański polityk związany z Partią Republikańską.
W latach 1935–1937 przez jedną dwuletnią kadencję Kongresu Stanów Zjednoczonych reprezentował trzeci okręg wyborczy w stanie Oregon w Izbie Reprezentantów Stanów Zjednoczonych.